# Habrovany (district d'Ústí nad Labem)
Pour les articles homonymes, voir Habrovany.
Habrovany (en allemand : Habrowan) est une commune du district et de la région d'Ústí nad Labem, en Tchéquie. Sa population s'élevait à 217 habitants en 2021.

## Géographie
Habrovany se trouve à 9 km au sud-ouest du centre d'Ústí nad Labem et à 67 km au nord-ouest de Prague.
La commune est limitée par Řehlovice à l'ouest et au nord, par Stebno au nord-est, par Řehlovice à l'est et au sud-est, et par Žim au sud-ouest.

## Histoire
La première mention écrite de la localité date de 1542.

## Transports
Par la route, Habrovany se trouve à 13 km d'Ústí nad Labem, à 14 km de Teplice et à 78 km de Prague.